# Герцогство
Ге́рцогство (нем. Herzogtum; нидерл. hertogdom; лат. ducatus; итал. ducato, ducea; исп. ducado; фр. duché; англ. duchy, dukedom) — государственное образование в форме наследственной монархии, возглавляемое герцогом.

## История
У германских племён герцогами именовались в отдельных случаях племенные вожди и князья. Во Франкском королевстве Меровингами была сделана попытка преобразовать герцогов в должностных лиц монарха, осуществлявших управление на определённой территории. Карл Великий упразднил герцогства и ввёл вместо них должности графов, однако после распада его империи ряд феодальных владетелей в Германии, Франции и Италии присвоил себе герцогские титулы, придав своим владениям статус герцогств. В то же время в Англии, Скандинавии и государствах Пиренейского полуострова герцогский титул оставался исключительно почётным аристократическим титулом, не давая своему обладателю реальной власти над какой-либо территорией. Таким образом, герцоги заняли в феодальной иерархии место непосредственно за верховным монархом государства — императором или королём, которому формально подчинялись, и выше всех других феодальных правителей. Зачастую герцогства, как Бургундское или Баварское, занимали очень крупную территорию. Позднее в ряде случаев герцогства могли с санкции императора или папы Римского приобретать статус королевств или, наоборот, какие-то другие государственные образования возвышаться до статуса герцогств. В 1815 году ряд немецких герцогств приобрёл статус великих герцогств (нем. Großherzogtum).
Во Франции большая часть владетельных герцогств была ликвидирована в период становления абсолютной монархии в 16 — 17 веках, последние формально владетельные герцогства исчезли только с революцией в 1790 году (герцогство Этамп продержалось до 1792 года).
В Италии последними герцогствами были Модена и Парма, присоединённые в 1860 году к единому итальянскому государству. 
В Германии герцогства и великие герцогства были провозглашены республиками и окончательно вошли в состав единого государства после революции 1918 года.
Последним по времени образования герцогством стало Балтийское на территории современных Эстонии и Латвии, формально учреждённое в 1918 году и в том же году ликвидированное вместе со всеми монархиями Германской империи.
В настоящее время единственным герцогством в мире является Великое герцогство Люксембург, которое с 1867 года имеет статус суверенного государства.